# 堵師贊
堵师赞（?—?），《战国策》作睹师赞，战国初年魏国大臣。
乐羊担任魏国将领攻打中山国。其子当时在在中山国，被中山国君烹杀，将其做成肉羹送给乐羊。乐羊坐在帐幕下食用，将一杯吃尽。魏文侯对堵师赞说：“乐羊因为我，吃了自己儿子的肉。”堵师赞回答：“乐羊连自己儿子都吃，还有谁不能吃呢？”乐羊从中山国回来，魏文侯奖赏其功，但怀疑他的用心。